# Cinéma arabe

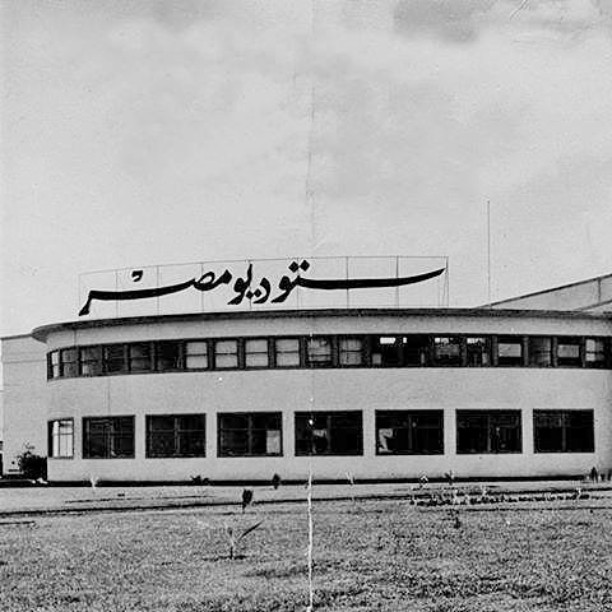
Les studios Misr, premier grand studio de production du monde arabe, créé en 1935

Le cinéma arabe (en arabe : السينما العربية, al-sīnemā al-ʿArabīyah) désigne l'art cinématographique du monde arabe. La plupart des productions proviennent du cinéma égyptien,,,.
La première projection d'un film en Égypte a eu lieu à Alexandrie en 1896 par les frères Lumière. Le cinéma égyptien est passé des films muets aux films parlants, les comédies musicales constituant la majeure partie des productions dans les années 1930 et 1940. Parmi les premiers films produits par des Arabes, citons le film égyptien de 1923 Barsoum cherche un emploi, et Laila, sorti en Égypte en 1927,, tandis que le premier film en langue arabe est Les Fils à papa, également sorti en Égypte en 1932. Les studios Misr, fondés en 1935, sont les premiers studios nationaux de ce type dans le monde arabe. La période allant de la fin des années 1940 aux années 1960 a été décrite comme « l'âge d'or du cinéma arabe », les acteurs arabes de tout le Proche-Orient accédant à la célébrité au Caire. Au cours de cette période, les acteurs les plus connus sont Hind Rostom, Mahmoud El-Meliguy, Anwar Wagdi, Feyrouz et Souad Hosni. Dans les années 1950, l'industrie cinématographique égyptienne est la troisième au monde. En 1976, le Festival international du film du Caire est créé, devenant le premier festival du film à se tenir dans le monde arabe. L'Égypte a également contribué au genre d'action avec des acteurs tels que Youssef Mansour qui est devenu célèbre dans les années 1990 pour ses films d'arts martiaux,.
Les frères Frenkel, juifs égyptiens, Herschel, Shlomo et David, sont considérés comme les pionniers de l'art de l'animation en Égypte et dans le monde arabe. Inspirés par les premiers dessins animés américains et les comédies muettes, ils ont sorti leur premier film d'animation en 1936, intitulé Mafish Fayda. La première série d'animation en langue arabe a été Mishgias Sawah (1979), sortie en Égypte, tandis que le premier long métrage d'animation arabe est Le Chevalier et la Princesse, également sorti en Égypte en 2019,. Le premier drame télévisé du monde arabe, Hareb Min el-Ayyam, est diffusé depuis l'Égypte en 1962 pendant le Ramadan. Souvent appelé l'ère du nouveau cinéma arabe, du milieu des années 1960 au milieu des années 1970, l'influence du néoréalisme italien et la réponse aux bouleversements politiques se sont combinées pour créer un corpus de films arabes indépendants qui comprenaient des traces de mélodrame arabe. En 1972, le film dramatique koweïtien La Mer cruelle est devenu le premier long métrage narratif dans le Golfe et est considéré comme l'un des films en langue arabe les plus importants du cinéma arabe.
La domination de l'Égypte sur le cinéma arabe est attribuée au développement de l'art dramatique, à la richesse des studios, aux réalisateurs expérimentés, aux techniciens, aux vedettes du cinéma, aux chanteurs et aux danseuses du ventre,. Depuis les années 2010, une « nouvelle vague » de cinéma arabe comprend des films qui explorent les liens avec le cinéma de genre - y compris le fantastique, la science-fiction et l'épouvante,. Depuis le Printemps arabe, les films arabes sont également devenus plus politiques Dans ce qui a été décrit comme une « nouvelle ère vibrante » du cinéma arabe, les années 2020 ont vu une croissance de l'industrie cinématographique saoudienne, avec une certaine stabilité en Égypte, en Tunisie et au Maroc. En 2023, le film d'épouvante égyptien en 3D Youm 13 (ar) devient le premier film arabe en relief. La même année, le film d'horreur saoudien Cello devient le premier film d'horreur arabe international. La même année, Sukkar, soutenu par la maison de production saoudienne MBC Group, est présenté comme le premier film musical du monde arabe dans le canon occidental. Actuellement, la plus grande chaîne de cinémas du Proche-Orient est Vox, qui appartient à Majid Al Futtaim Cinemas, basée aux Émirats arabes unis.

## Contexte

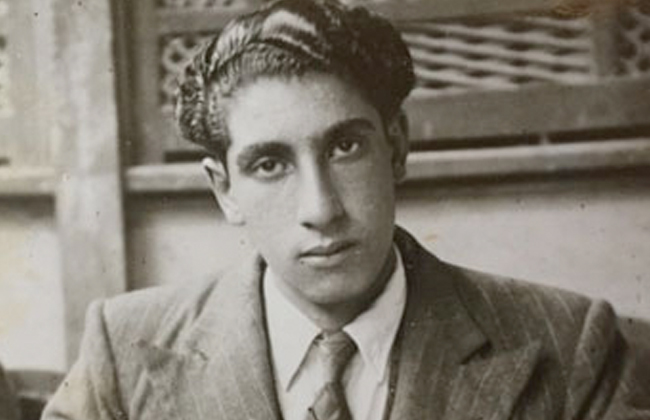
Youssef Wahbi, l'un des pionniers du cinéma égyptien, qui compte parmi les acteurs et cinéastes égyptiens et arabes les plus célèbres.

Le cinéma arabe comprend des films provenant de divers pays et cultures du monde arabe et n'a donc pas de forme, de structure ou de style unique. Le cinéma arabe comprend principalement des films réalisés en Égypte, au Liban, en Syrie, en Irak, au Koweït, en Algérie, au Maroc et en Tunisie ; toutefois, par définition, il comprend également le Bahreïn, Djibouti, la Jordanie, la Libye, Oman, la Palestine, le Qatar, l'Arabie saoudite, la Somalie, le Soudan, les Émirats arabes unis et le Yémen. À ses débuts, le cinéma arabe était essentiellement une imitation du cinéma occidental. Cependant, il a changé et continue d'évoluer constamment, car chaque pays de la région possède ses propres caractéristiques et un type de cinéma identifiable.

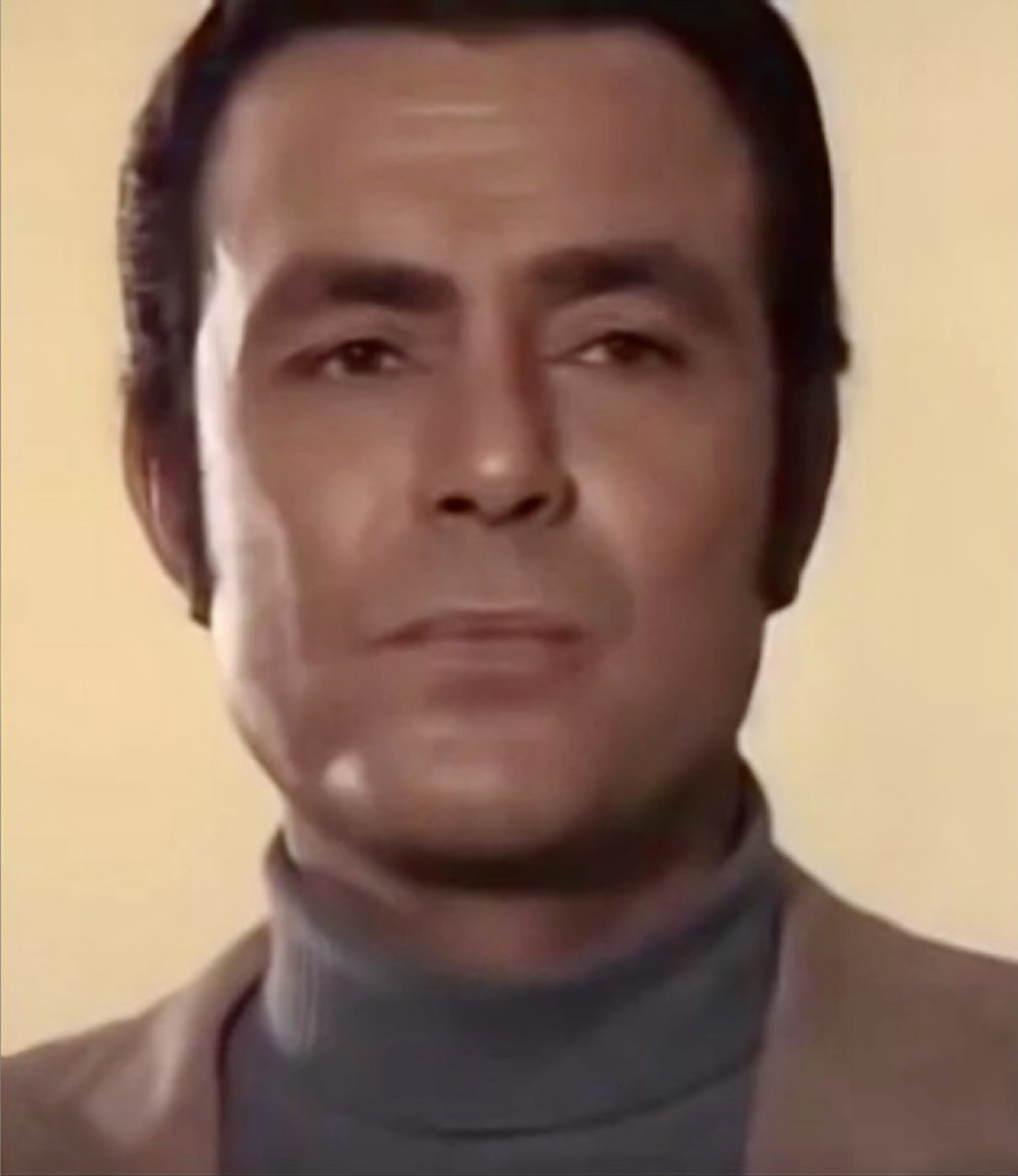
L'acteur et producteur égyptien Salah Zoulficar.

L'Égypte, en particulier, est un pionnier parmi les pays arabes dans le domaine du cinéma. Une industrie cinématographique soutenue a pu émerger en Égypte alors que d'autres parties du monde arabe n'avaient pu produire que sporadiquement des longs métrages en raison d'un financement limité. Ainsi, le cinéma arabe est dominé par les films d'Égypte, où sont produits les trois quarts de tous les films arabes. Selon le critique et historien du cinéma Roy Armes, le cinéma libanais est le seul autre cinéma de la région arabophone qui pourrait être considéré comme un cinéma national.
Si les films égyptiens et libanais ont une longue histoire de production, la plupart des autres pays arabes n'ont pas connu de production cinématographique avant l'indépendance. Même à la fin du XXe siècle, la plupart des productions cinématographiques dans des pays comme Bahreïn, la Libye, l'Arabie saoudite, le Soudan et les Émirats arabes unis se limitent à la télévision ou à des courts métrages.

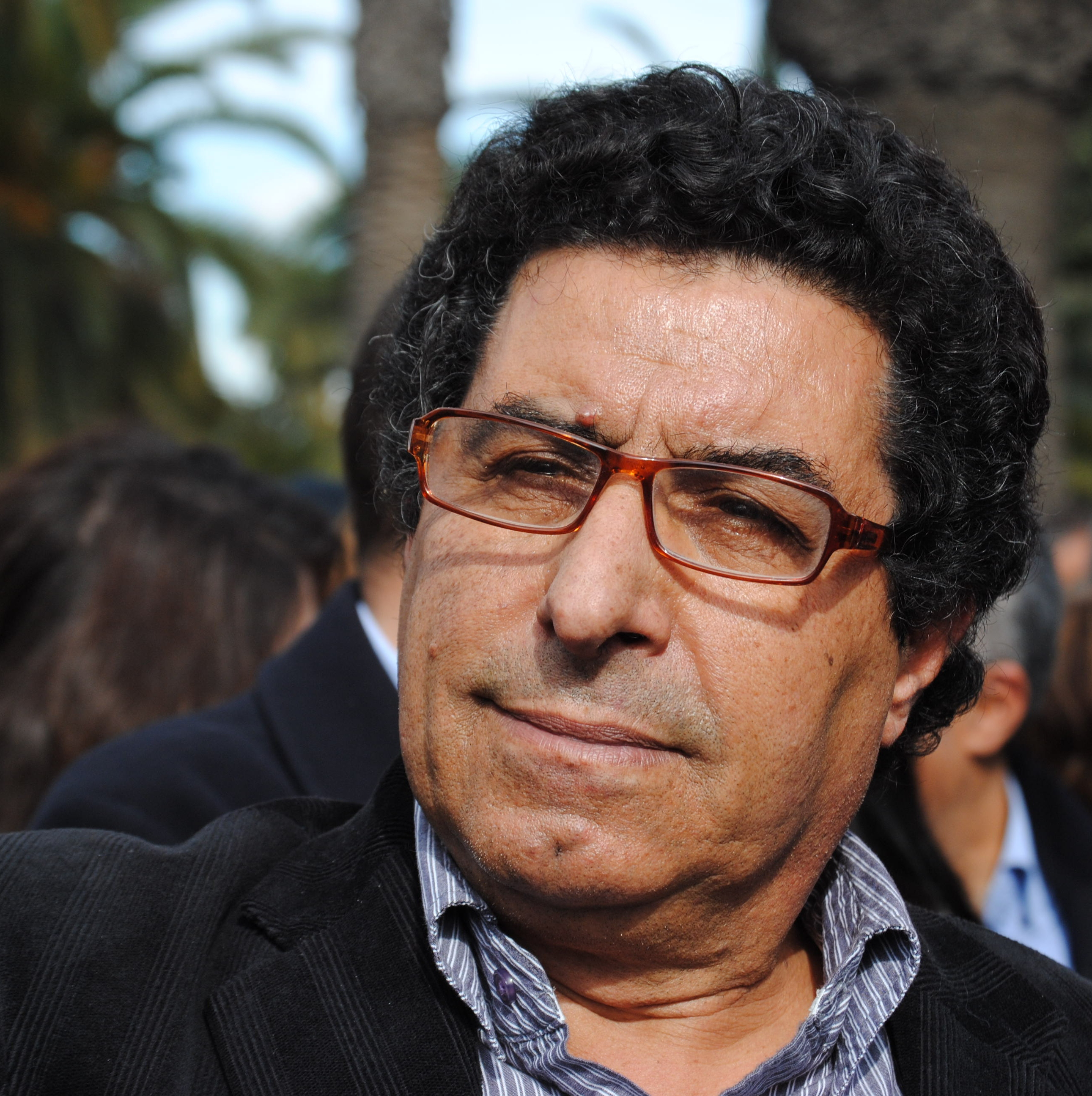
Le cinéaste tunisien Ali Mansour, réalisateur de Deux Larrons en folie en 1978.

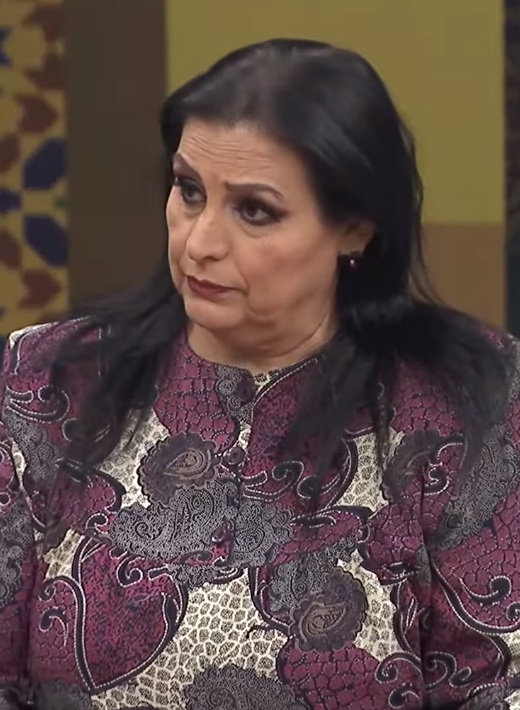
L'actrice libyenne, ici en 2020.

Ailleurs en Afrique du Nord et au Proche-Orient, la production cinématographique était rare jusqu'à la fin des années 1960 et au début des années 1970, lorsque certains cinéastes ont commencé à recevoir des fonds et une aide financière de la part d'organismes publics. C'est au cours de l'ère post-indépendance que le cinéma arabe a commencé dans la plupart des pays. La plupart des films produits à l'époque étaient financés par l'État et contenaient une dimension nationaliste. Ces films ont contribué à faire avancer certaines causes sociales telles que l'indépendance et d'autres programmes sociaux, économiques et politiques.
Les films originaires du monde arabe suscitent un intérêt croissant. Par exemple, les films libanais, algériens, marocains, palestiniens, syriens et tunisiens sont projetés plus souvent au XXIe siècle dans les festivals de cinéma locaux et les cinémas de patrimoine qu'à la fin du XXe siècle.
Le cinéma arabe explore de nombreux sujets tels que la politique, le colonialisme, la tradition, la modernité et les tabous sociaux. Il tente également d'échapper à sa tendance antérieure à imiter et à s'appuyer sur les styles cinématographiques occidentaux. En fait, la colonisation n'a pas seulement influencé les films arabes, elle a également eu un impact sur les salles de cinéma arabes. La représentation des femmes est également devenue un aspect important. Les femmes arabes ont façonné une grande partie du cinéma dans le monde arabe en employant leurs talents cinématographiques pour améliorer la popularité des films arabes.
Cependant, la production de cinéma arabe connaît également un déclin et les cinéastes du Proche-Orient essayent aussi de « faire face à leur réalité ».

## Histoire et origines

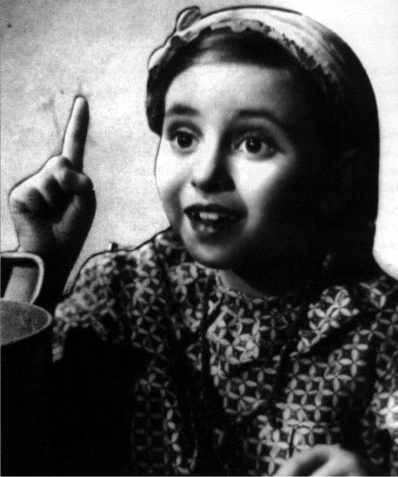
L'actrice égyptienne Faten Hamama, alors âgée de 9 ans, dans Jours heureux (1940).

Les longs métrages commencent à être produits localement dans le monde arabe après les années 1920. À cette époque, la sonorisation des films se fait à Paris, et l'Égypte n'a pu produire que deux films sonores, l'un intitulé Awlad Al-Thawat et l'autre Unshudat Al-Fu'ad. Outre le film syrien Al-Muttaham Albari', présenté en 1928, Mughamarat Ilyas Mabruk (litt. « Les Aventures d'Ilyas Mabruk ») au Liban en 1929, ces films, bien que produits dans le monde arabe, ont pour la plupart été réalisés, produits ou ont subi l'influence artistique d'étrangers ou d'immigrés.
Le cinéma arabe ne s'est pas pleinement développé avant l'indépendance nationale respectives de chaque pays, et même après, la production de films arabes s'est parfois limitée pendant un certain temps à des courts métrages, avec toutefois des exceptions pour certains d'entre eux. Par exemple, l'Égypte a produit le plus grand nombre de films, soit plus de 2 500 longs métrages ; dans les années 1950 et 1960, le Liban a produit 180 longs métrages ; deux longs métrages koweïtiens ont été produits à la fin des années 1970, et un long métrage bahreïnien a été produit en 1989 ; la Syrie a produit environ 150 films, la Tunisie environ 130, l'Algérie et l'Irak 100 films chacun, le Maroc près de 70, et la Jordanie moins de 12.

### Salles de cinéma dans le monde arabe

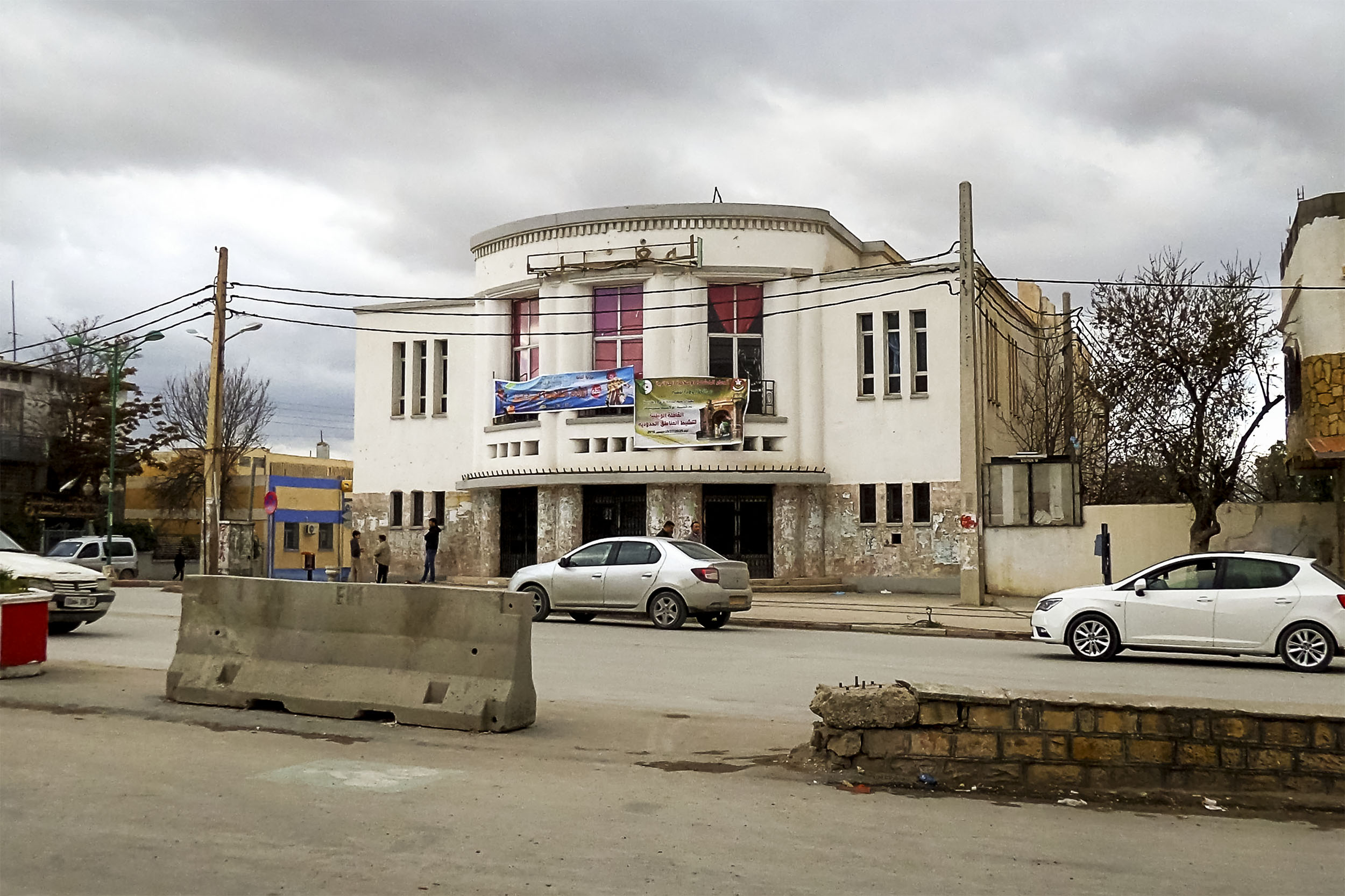
Le cinéma Maghreb à Tébessa.

L'influence des films et des cinémas sur les Arabes est due à l'effet de l'Occident sur le monde arabe ; les autochtones n'étaient donc pas les propriétaires des salles de cinéma situées sur leurs propres terres.
Le premier cinéma en Égypte est construit par la société française Pathé en 1906 au Caire, en plus du cinématographe appartenant aux frères Lumière à Alexandrie et au Caire. En Tunisie, il y a l'Omnia Pathé, qui n'est pas lancé avant 1907.
En 1908, un cinéma appelé « Oracle » est ouvert à Jérusalem par des Juifs égyptiens. Toujours en 1908, dans certaines villes algériennes, des cinémas sont construits en fonction de la population d'Européens qui y vivent, comme à Oran. Moins de 20 ans plus tard, la plupart des pays arabes disposent de plus d'une salle de cinéma. En Arabie saoudite et au Yémen du Nord, les cinémas ne sont pas acceptés ou sont interdits en raison d'objections religieuses.
Entre les années 1960 et 1970, cependant, cette question a été, en général, résolue et acceptée par le roi Fayçal d'Arabie saoudite. En alliance avec la vision 2030 du prince héritier d'Arabie saoudite Mohammed ben Salmane, qui appelle à étendre les domaines artistiques, culturels et divertissants dans le pays, il a ouvert le premier cinéma à Djeddah le 18 avril 2018.

### Impact de la guerre sur le cinéma égyptien et palestinien

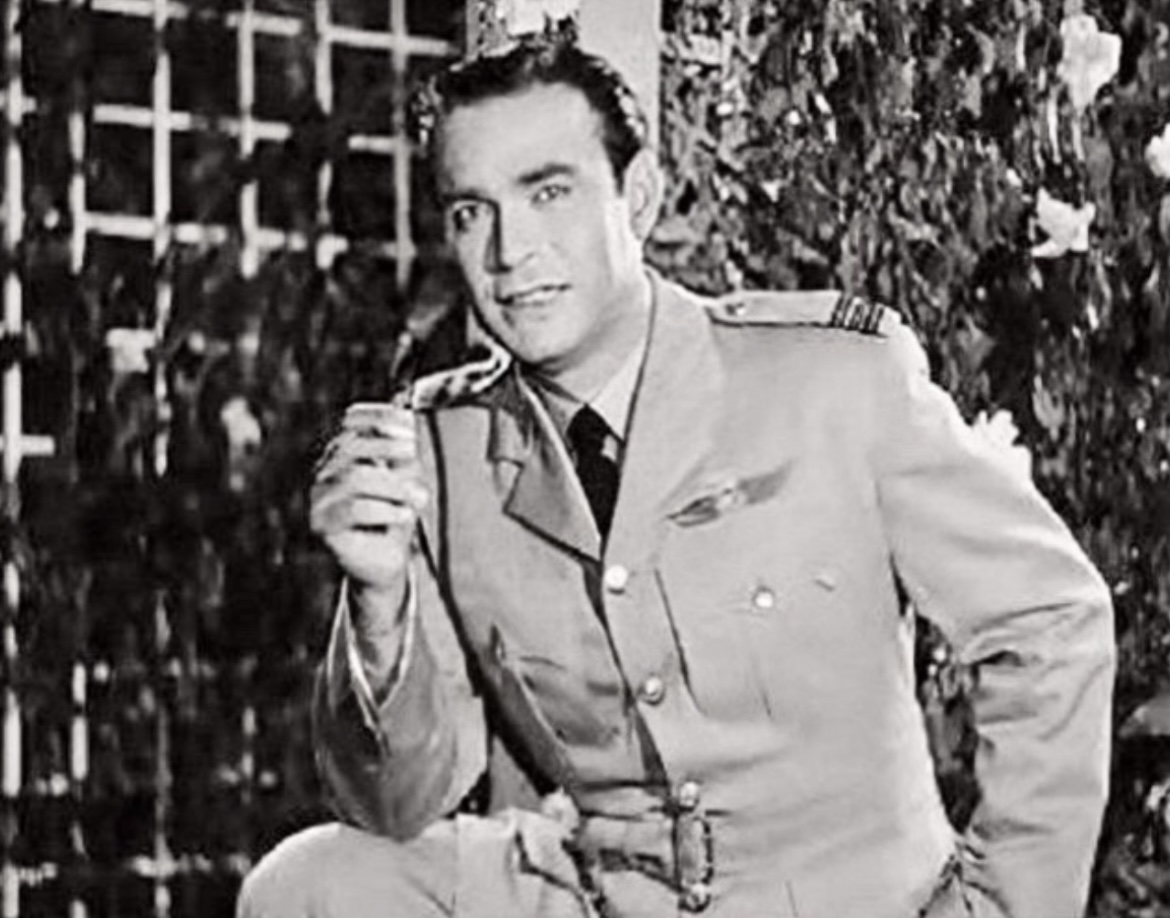
Mahmoud Zoulficar dans Une fille de Palestine (1948).

L'histoire du cinéma arabe s'articule principalement autour de défis politiques tels que la révolution égyptienne de 1952, la défaite face à Israël en 1967 et la résistance palestinienne.
Pendant la révolution égyptienne de 1952, le système féodal a été remplacé par une idéologie nationaliste dirigée par le Raïs. Ce nouveau gouvernement a eu un impact sur l'industrie cinématographique, dans laquelle de nombreux films produits étaient des œuvres « réalistes sociales » dépeignant la vie réelle de l'Égypte. Plusieurs films produits par Salah Abou Seif en 1952 sont des films néoréalistes, comme Le Contremaître Hassan (ar), qui dépeint les difficultés des différentes classes au Caire. Ce courant n'a pas rencontré beaucoup de succès puisque seuls quelques films ont été produits.
Après la défaite du monde arabe face à Israël en 1967, une « Association du nouveau cinéma » voit le jour, dont les représentants rédigent en 1968 un manifeste appelant à « l'émergence d'un nouveau cinéma profondément enraciné dans l'Égypte contemporaine », dans lequel « il est nécessaire d'établir un véritable dialogue au sein de la culture égyptienne afin de créer de nouvelles formes ». Cependant, la résistance palestinienne a inspiré de nombreux cinéastes arabes depuis 1948 à produire des films sur leur lutte. En 1972, une association de Palestiniens est développée pour rassembler tous les cinéastes arabes dont le travail portait sur la résistance palestinienne.
Au cours de l'histoire, plusieurs personnalités du cinéma ont été victimes directes ou indirectes de la guerre, à l'instar de l'actrice gazaouie Inas al-Saqa morte sous un bombardement israélien en 2023, ou l'actrice arabe israélienne Maisa Abd Elhadi, assignée à résidence pendant l'année 2024 pour ses posts sur les réseaux sociaux après l'attaque du Hamas du 7 octobre 2023.

### Rôle des femmes dans le cinéma arabe

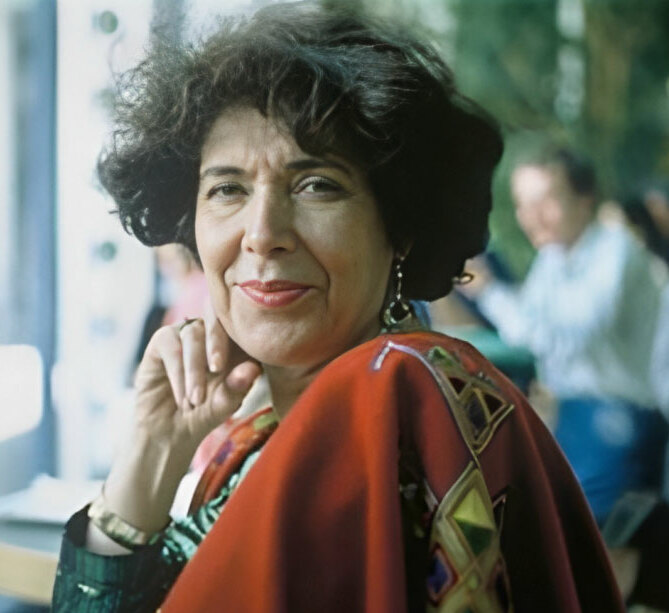
La romancière et réalisatrice algérienne Assia Djebar.

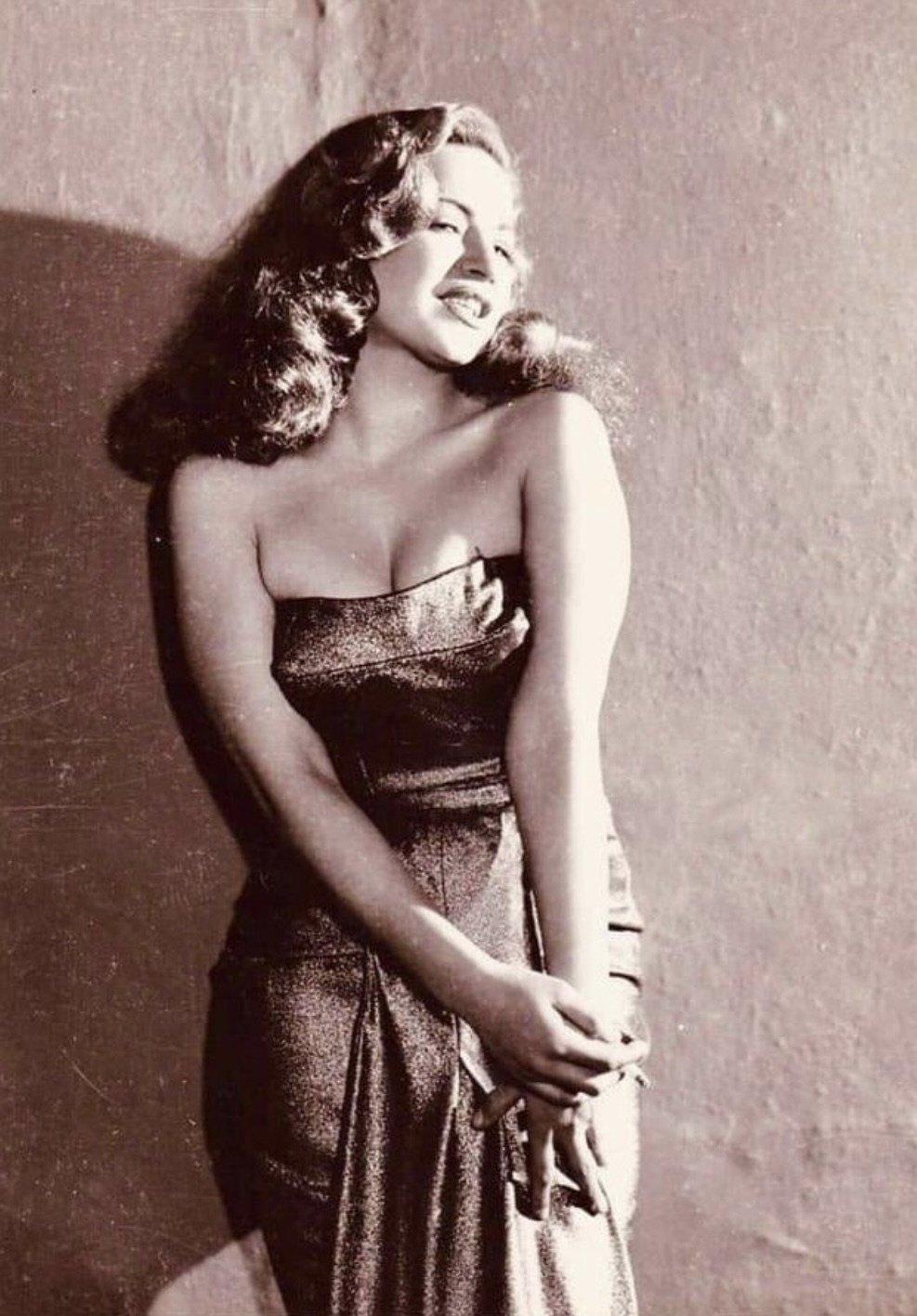
Hind Rostom au début des années 1950. Rostom est considéré comme un sex-symbol de l'âge d'or du cinéma égyptien,,,.

Samia Gamal est considérée comme l'une des danseuses du ventre égyptiennes les plus en vue de l'âge d'or du cinéma égyptien. Son influence s'est étendue au-delà du cinéma arabe. On lui attribue le mérite d'avoir fait passer la danse du ventre de l'Égypte à Hollywood et, de là, dans les écoles européennes.
Les femmes ont réussi à représenter 6 % du nombre total de réalisateurs de longs métrages au Maghreb dans les années 1990, et moins en pourcentage au Proche-Orient. Le premier long métrage en 35 mm réalisé par une Algérienne a été Rachida (2002), de la réalisatrice Yamina Bachir-Chouikh.
Dans les années 2000, le nombre de femmes dans le milieu du cinéma a augmenté et était appréciable au Liban, au Maroc et en Tunisie. Les réalisatrices arabes étaient plus sensibles à la vie des femmes dans le monde arabe. Les femmes arabes ont également fait œuvre de pionnières dans le domaine de l'écriture de scénarios, où des romancières algériennes primées comme Assia Djebar et Hafsa Zinaï Koudil (es) ont réalisé leurs propres longs métrages, sortis respectivement en 1978 et en 1993.
Certaines artistes proche-orientales qui s'intéressaient à la réalisation de films ont pu entrer dans le métier puisque, nées dans les années 1960 et 1970, elles sont allées étudier le cinéma aux États-Unis, comme Najwa Najjar (ar) de Palestine et Dahna Abourahme du Liban, et d'autres qui ont étudié à Paris, au Canada et à New York. Le style européen de leurs longs métrages est donc perceptible, hormis l'effet de la colonisation. Les femmes cinéastes arabes ont également joué un rôle important en donnant un sens aux traumatismes de la guerre civile, et en abordant des questions sociales spécifiquement liées aux femmes, telles que les abus sexuels.

### La génération de cinéastes née dans les années 1960

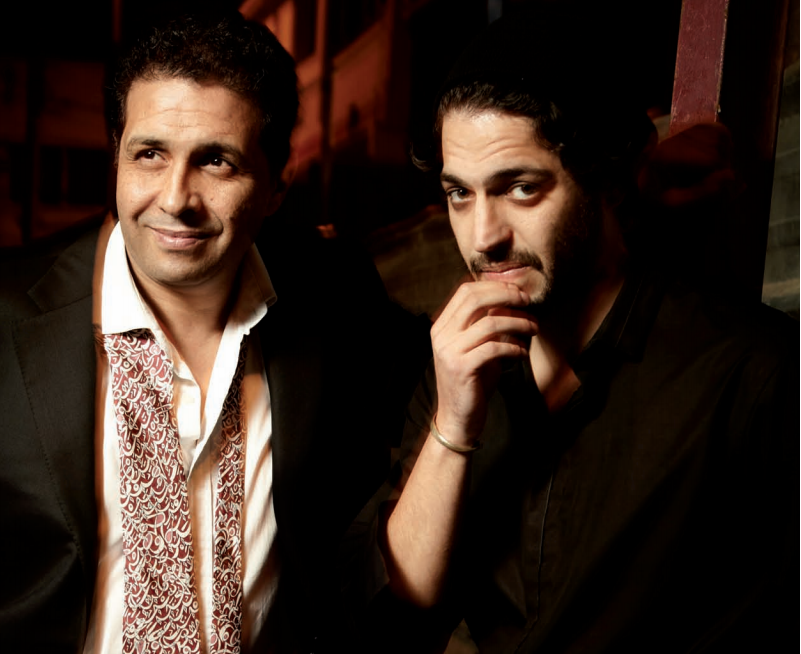
Les réalisateurs marocains Nour-Eddine Lakhmari, né en 1964, et Younes Bouab, né en 1979.

La nouvelle génération de cinéastes née dans les années 1960 a utilisé le cinéma comme un moyen d'exprimer son identité nationale et l'histoire politique de son pays, le Proche-Orient ayant connu de nombreux bouleversements politiques, notamment des guerres et des invasions. Bien que ces cinéastes indépendants aient eu leurs propres approches cinématographiques, ils ont été fortement influencés par l'Occident, en particulier par la France, par le biais de la formation cinématographique européenne et d'autres études proposées. Ces cinéastes arabes ont produit des films sur des questions liées à la liberté d'expression et au rôle de la femme dans la société. Des cinéastes comme Nadia El Fani et Laila Marrakchi ont réalisé des films à caractère érotique et peu susceptibles d'être présentés dans les cinémas publics arabes. Ces femmes cinéastes et beaucoup d'autres, en particulier du Liban, de la Tunisie et du Maroc, se sont attachées à mettre en lumière les problèmes des femmes dans le cinéma arabe. Cependant, Armes estime que « les points de vue de la génération des années 2000 [de cinéastes] sont déterminés par les contraintes et les potentiels de la mondialisation ». De nombreux cinéastes arabes indépendants ont des identités hybrides et les différentes références personnelles, nationales et internationales se reflètent dans leurs films, ce que Rizi appelle la « transnationalité ».
Par exemple, Yahya Alabdallah, le réalisateur/producteur du film Le Dernier Vendredi - The Last Friday, est un Jordano-Palestinien qui a grandi en Arabie saoudite et travaille à Amman. Ces identités cosmopolites des cinéastes arabes indépendants leur ont permis d'accéder aux principales institutions de financement. En outre, l'essor des nouvelles technologies numériques au Proche-Orient a favorisé la production de films documentaires par de jeunes cinéastes grâce à la disponibilité du matériel. Ainsi, le film Cinq Caméras brisées des israélo-palestiniens Emad Burnat et Guy Davidi témoigne de l'influence de ces technologies dans la région. Outre les documentaires, les longs métrages ont abordé les questions de l'identité nationale, de la vie dans la diaspora et de la nostalgie, car ils visaient à établir un lien entre les étrangers et la société arabe. Par exemple, le long métrage algérien Bled Number One de Rabah Ameur-Zaïmeche raconte l'histoire d'un Algérien qui a quitté la France et est retourné en Algérie, où sa famille l'a accueilli avec amour et soutien. Ces cinéastes arabes ont reflété le contexte national, politique et historique de leur pays dans leurs films et ont également abordé des questions liées à la critique, à la liberté d'expression et au rôle social des femmes.

### Le cinéma arabe auXXIesiècle

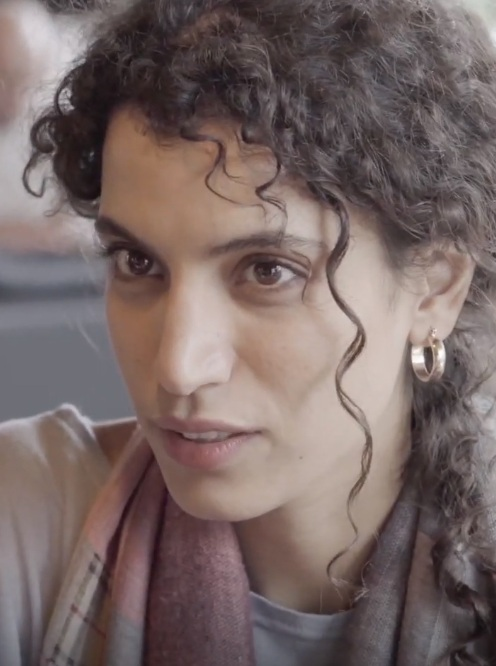
L'actrice et réalisatrice irakienne Zahraa Ghandour.

Au XXIe siècle, de nombreux cinéastes et commentateurs culturels arabes s'inquiètent de l'état actuel et de la production du cinéma arabe. En novembre 2000, des cinéastes arabes de onze pays différents du Proche-Orient ont organisé une réunion pour approfondir cette question et discuter de l'avenir du cinéma arabe, car ils sont d'avis que le cinéma arabe a perdu en popularité et en qualité. En fait, au cours de la réunion, de nombreux réalisateurs, y compris les participants omanis, koweïtiens, émiratis et saoudiens, ont estimé qu'il n'y avait plus d'industrie cinématographique dans leur pays à proprement parler. Selon le réalisateur irakien, l'industrie cinématographique de son pays souffre depuis les années 1990. Le réalisateur palestinien, Elia Suleiman, a déclaré qu'il n'y avait plus de films arabes intéressants à regarder.

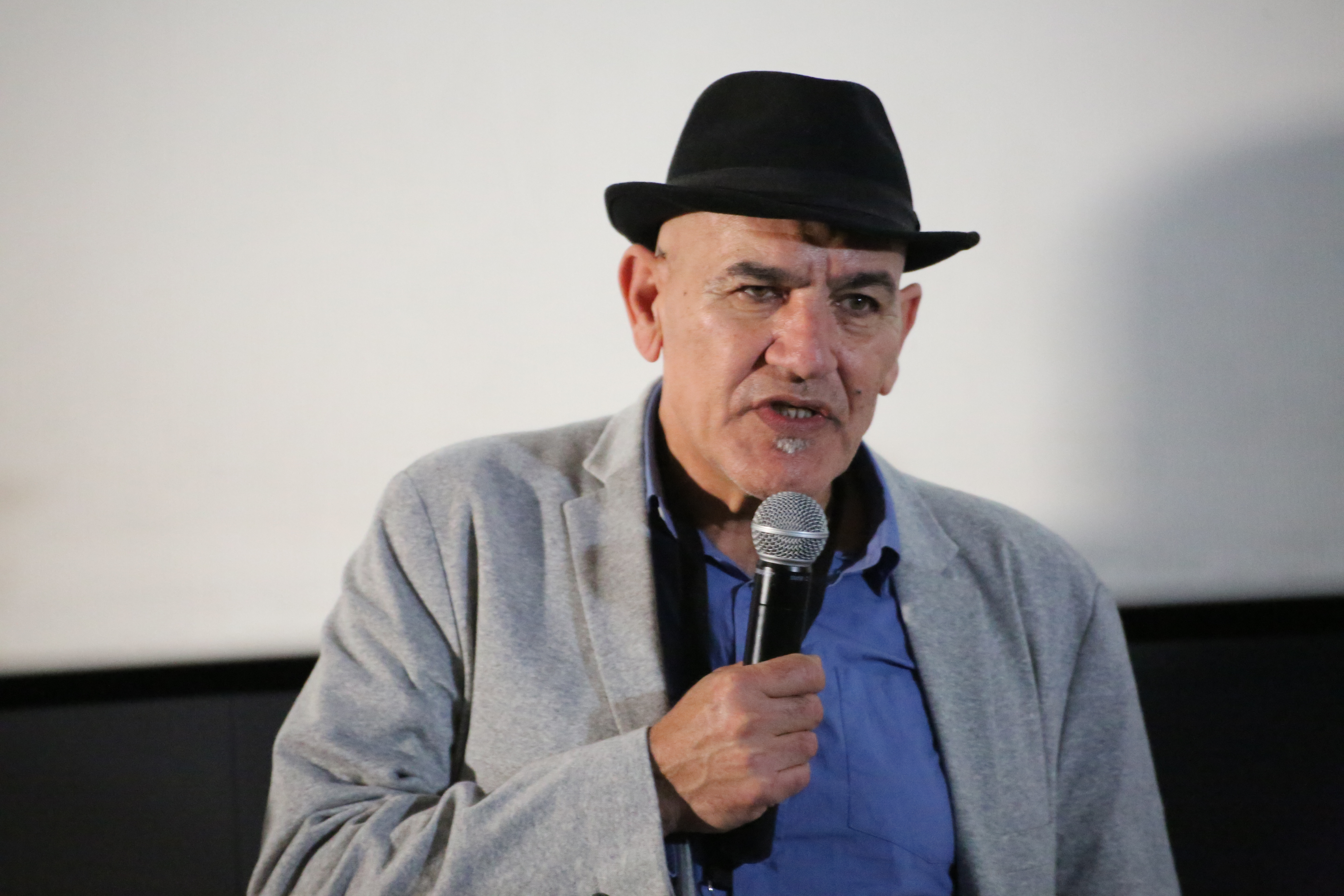
Le cinéaste palestinien Rashid Masharawi.

De plus, même l'Égypte, « le Hollywood du monde arabe », est en déclin et ne peut rivaliser avec le cinéma hollywoodien et les films importés des États-Unis : « le nombre de productions nationales s'est considérablement réduit — de plus de soixante films par an dans les années 1960 à un peu plus d'une douzaine par an aujourd'hui — et même ces films sont évincés des salles de cinéma par les importations américaines ». L'une des solutions proposées par le cinéaste égyptien et directeur d'El Medina, Yousry Nasrallah, est d'établir un cinéma qui ne projetterait que des films arabes, et il s'assure également que des personnes sont prêtes à investir dans son projet. L'une des raisons potentielles du déclin de la production du cinéma arabe est due aux conflits politiques. Par exemple, le cinéma palestinien a été introduit en 1976 et a toujours traité de politique. De nombreux films produits étaient des documentaires sur les guerres et les camps de réfugiés. De plus, des cinéastes du Proche-Orient tels que Rashid Masharawi, Ali Nassar et bien d'autres ont commencé à développer des films sur le conflit israélo-palestinien.
Selon Nana Asfour, le déclin du cinéma arabe dans les années 2000 est en partie dû aux restrictions et à la censure imposées par les Arabes aux réalisateurs qui produisent des films difficiles, comme Ziad Doueiri et Randa Chahal Sabbagh, et qui doivent se rendre en Occident pour présenter leurs films. Elle conclut en disant que « si suffisamment de cinéastes arabes suivent leur exemple [celui des réalisateurs] et si suffisamment d'Arabes apprennent à apprécier et à cultiver leur talent national, le cinéma arabe pourrait très bien se retrouver au même niveau que l'industrie cinématographique plébiscitée de l'Iran voisin ».
Le film d'horreur saoudien Cello (2023), écrit par Turki Al-Sheikh, réalisé par Darren Bousman et mettant en vedette Jeremy Irons et Tobin Bell, ainsi qu'Elham Ali et Samer Ismail, est considéré comme le premier film d'épouvante arabe international.

## Cinéma arabe pays par pays

Carte des pays de la Ligue arabe

Extension géographique de la langue arabe contemporaine :
Comme seule langue officielle (vert),
Comme langue co-officielle majoritaire (bleu foncé),
Comme langue co-officielle minoritaire (bleu-ciel).

- Comme seule langue officielle (vert),
- Comme langue co-officielle majoritaire[62] (bleu foncé),
- Comme langue co-officielle minoritaire[63] (bleu-ciel).

- Cinéma algérien
- Cinéma bahreïnien
- Cinéma comorien
- Cinéma djiboutien
- Cinéma égyptien
- Cinéma émirati
- Cinéma irakien
- Cinéma jordanien
- Cinéma koweïtien
- Cinéma libanais
- Cinéma libyen
- Cinéma marocain
- Cinéma omanais
- Cinéma palestinien
- Cinéma qatari
- Cinéma saoudien
- Cinéma somalien
- Cinéma soudanais
- Cinéma syrien
- Cinéma tunisien
- Cinéma yéménite